# Большое Яковлево
Большое Яковлево  — деревня в Кимрском районе Тверской области. Входит в состав Центрального сельского поселения.

## География
Находится в юго-восточной части Тверской области на расстоянии приблизительно 7 км на северо-запад по прямой от районного центра города Кимры в левобережной части района.

## История
Известна с 1628 года. С 1645 года владение московского Архангельского собора. В 1780-х годах 18 дворов. В 1859 году здесь (деревня Корчевского уезда Тверской губернии) было учтено 28 дворов, в 1887 году — 38.

## Население
Численность населения: 65 человек (1780-е годы)), 187 (1859 год), 208 (1887), 4 (русские 75 %) в 2002 году, 9 в 2010.